# Copella
Copella ist eine Fischgattung aus dem tropischen Südamerika, die im Tribus Pyrrhulinini zur Familie der Schlanksalmler (Lebiasinidae) gehört.

## Merkmale
Die schlanken, seitlich nur wenig abgeflachten Fische werden 3,5 bis 5 Zentimeter lang. Der Kopf ist meist spitz, das Maul klein und leicht oberständig. Eine Fettflosse kann vorhanden sein, aber auch fehlen. Die Schuppen sind cycloid und groß. Die Rückenflosse befindet sich für gewöhnlich hinter den Bauchflossen vor der Afterflosse. Die Schwanzflosse ist kurz und gegabelt, der obere Teil ist größer. Das Seitenlinienorgan ist auf wenige Schuppen reduziert, kann auch vollständig fehlen. Copella zeigt einen Sexualdimorphismus, die Männchen sind größer und ihre Flossen sind verlängert. Von allen anderen Schlanksalmlergattungen, mit Ausnahme von Nannostomus, unterscheidet sich Copella durch den größeren Abstand zwischen den vorderen und den hinteren Nasenöffnungen. Im Unterschied zu Nannostomus haben Copella-Arten einen schwarzen Fleck in der Rückenflosse, diese ist bei Nannostomus immer vollständig transparent.

## Arten
Zur Gattung gehören neun Arten:
- Spritzsalmler (Copella arnoldi (Regan, 1912))
- Copella carsevennensis (Regan, 1912)
- Copella compta (G. S. Myers, 1927)
- Eigenmanns Copella (Copella eigenmanni (Regan, 1912))
- Copella meinkeni Zarske & Géry, 2006
- Copella metae (C. H. Eigenmann, 1914)
- Natterers Copella (Copella nattereri (Steindachner, 1876))
- Copella nigrofasciata (Meinken, 1952)
- Regenbogen-Copella (Copella vilmae Géry, 1963)